# Musculi lumbricales manus
De musculi lumbricales manus (Latijn voor "wormvormige handspieren") zijn een viertal dunne skeletspieren in de handpalm. 
De musculi lumbricales manus zijn ongebruikelijke spieren aangezien ze niet rechtstreeks aan een bot hechten. In plaats daarvan komen ze voort uit de pezen van de musculus flexor digitorum profundus en hechten ze zich aan de dorsale aponeurosen van de vingers in het gebied van de gewrichten.
De musculi lumbricales buigen de metacarpofalangeale gewrichten wanneer de vingers worden gestrekt. Ze zijn belangrijk voor precisiegrepen, zoals tijdens schrijven of het vasthouden van een stuk papier.
De musculi lumbricales I en II worden geïnnerveerd door de nervus medianus. De musculus lumbricalis IV en meestal ook de III worden geïnnerveerd door de diepe tak van de nervus ulnaris. Dit patroon komt voor bij 60% van de populatie. Maar er zijn ook andere innervatiepatronen. Bij ca. 20% van de mensen wordt alleen de musculus lumbricalis I geïnnerveerd door de nervus medianus of alleen de IV door de nervus ulnaris, de rest door de andere zenuw. De innervatie van de musculi lumbricales volgt altijd de  innervatie van de bijbehorende musculus flexor digitorum profundus.
De bloedtoevoer van de vier musculi lumbricales wordt verzorgd door vier verschillende bronnen: de arcus palmaris superficialis, de arteriae digitales palmares communes, de arcus palmaris profundus en de arteriae digitales dorsales manus.